# Luo Wen-cao
Luo Wen-cao (čínsky pchin-jinem Luó Wénzǎo, znaky zjednodušené 罗文藻, tradiční 羅文藻; 1616 Luo-ťia-siang, okres Fu-an – 27. února 1691 Nanking) byl první čínský kněz a do začátku 20. století jediný biskup čínské národnosti v římskokatolické církvi.
Žil a působil na konci dynastie Ming a na začátku vlády dynastie Čching, pod vlivem španělských františkánských a dominikánských misionářů přijal jméno Gregorio López, ale v tzv. sporu o čínské obřady stál na straně jezuitů a jejich snahy o toleranci čínských kunfuciánských obřadů a uctívání předků.

## Mládí a křest
Luo Wen-cao se pravděpodobně narodil ve 45. roce vlády císaře Wan-liho z dynastie Ming (1617) na severovýchodě provincie Fu-ťien. V roce 1633 přišli do Fu-anu španělští misionáři, dominikánský kněz P. Juan Bautista Morales a františkánský kněz Antonio de Santa Maria Caballero (1602–1669). Luo Wen-cao byl Antoniem pokřtěn jménem Gregorio. Poté Luo následoval Antonia na jeho misii do Nankingu, kam ale nebyli vpuštěni. V roce 1636 spolu odcestovali na Tchaj-wan a 20. června 1637 se s kněžími P. Gasparem Alendou a P. Juanem de San Marcos vydal na cestu do Pekingu, odkud je Johann Adam Schall von Bell po určité době domácího vězení odeslal zpět do Fu-anu, kde byli zadrženi, 23 dní vězněni v Ning-te a poté vyhoštěni do portugalského Macaa.

## Filipínské období
V roce 1639 odplul Luo do Manily na Filipínách, ale již o rok později se vrátil do Macaa jako pomocník Antonia Caballera, který zde až do roku 1644 dělal představeného kláštera španělských klarisek. Když byly Španělé z Macaa vypovězeni, odjel Luo s Caballerem do Říma, ale jejich loď cestou ztroskotala u kočinčínských břehů. Místními úřady v Hue byl Lue odsouzeni k smrti jako čínský zvěd, ale rozsudek byl nakonec odvolán a Španělé se mohli vrátit do Manily. Tam vstoupil Luo do dominikánského kláštera a na Univerzitě sv. Tomáše studoval teologii a filozofii, ovšem ne jako řádný student, ale jako capista a famula (zřízenec a sluha). V roce 1647 byl poslán do Fu-anu, kde se připojil k dalšímu čínskému konvertitovi Kuo Pang-jungovi (pokřtěný v roce 1627 jako Joaquín Ko) a spolupracoval s ním na stavbě barokního kostela nedaleko Fu-anu. Později přivezl ze Sia-menu do Fu-anu skupinu dalších dominikánských misionářů včetně Francisca Vara. V roce 1650 se stal oficiálním členem dominikánského řádu, složil řádové sliby, obnovil studia na Univerzitě sv. Tomáše a v roce 1654 byl manilským arcibiskupem (Miguel de Poblete Casasola) vysvěcen na kněze.

## Pronásledování křesťanů
V roce 1655 se Wen-cao opět přesunul na čínské pobřeží a stal se oporou tamějších křesťanů v době tzv. kalendářové aféry (1664–1669). Tehdy nový představený Astronomického úřadu astrolog Jang Kuang-sien (ve spise Stížnost požadující trest pro zlé náboženství) obvinil Johanna Schalla z toho, že nepřímo zavinil smrt císařovny Siao-sien tím, že v roce 1658 zvolil pro pohřeb císaře den v kalendáři, který byl zlým znamením. Schall byl uvězněn, odsouzen k smrti (rozsudek nebyl vykonán) a začalo pronásledování všech křesťanů. Luo Wan-ceo se jako jediný křesťan mohl svobodně pohybovat po Číně a využil toho k podoře a záchraně spolubratrů a podařilo se mu i během tohoto období pokřtít další dva tisíce lidí (některé zdroje mluví až o pěti tisících). Jeho úsilí neuniklo pozornosti francouzských vikářů místních oblastí, kteří poslali papeži návrh na jmenování Lua Wen-cea biskupem.

## Jmenování biskupem a smrt
Dne 4. ledna 1674 jmenoval papež Klement X. Lua Wen-caa titulárním biskupem basilinopolským (zaniklá diecéze v Turecku) se zodpovědností za pět severočínských provincií a Korejský poloostrov, ale Luo kvůli odporu některých dominikánů, zejména Francisca Vara, a kvůli vlastním pochybnostem jmenování odmítl. V říjnu 1979 nový papež Inocenc XI. jmenoval Lua znovu biskupem, ale z důvodu vzdálenosti a nového odporu španělských domninikánů, kterým se nelíbil Luův příklon k jezuitské toleranci čínských konfuciánských rituálů, došlo k obřadu až 8. dubna 1685 v Kantonu, kam jej přijel vysvětit františkánský biskup v Iráku Bernardinus della Chiesa. nově jmenovaný apoštolským vikářem Fu-ťienu. Pokračující spory mezi španělskými a portugalskými křesťany o vliv v Číně nakonec způsobily, že byl do úřadu biskupa nově zřízené nankingské diecéze uveden až 16. dubna 1690, necelý rok před smrtí. Ještě předtím varoval papežskou kongregaci Propaganda Fide před intolerancí vůči čínským obřadům. P. Gregorio López zemřel po krátké nemoci v Nankingu 27. února 1691.

## Nástupnictví
Dne 1. srpna 1688 biskup Luo vysvětil na kněze tři mladé Číňany (Wu Jü-šan – křtěný jako Šimon Xavier kázal 30 let v Šanghaji; Liou Jung-te a Mansofuchi). 29. března 1688 dal Svatý stolec biskupovi Luovi pokyn, aby si svobodně vybral biskupa s dědickým právem mezi čínskými kněžími. Místo toho doporučil, aby jej nahradil mladý italský františkánský kněz Giovanni Francesco Nicolai de Leonissa (* 1671; v roce 1697 se vrátil do Říma a stal se arcibiskupem v Myře).

## Odkaz
V roce 1966 byla v Kao-siungu na Tchaj-wanu Římskou unií řádu svaté Voršily otevřena jazyková univerzita pod názvem Wenzao Ursuline University of Languages (WZU; čínsky 文藻外語大學).